# Antoni Rovira i Trias
Antoni Rovira - teljes nevén Antoni Rovira i Trias - (megkeresztelése: Spanyolország, Katalónia, Barcelona, 1816. május 27. - Barcelona, 1889. május 2.) katalán építész, várostervező, a katalán modernizmus egyik alakja, barcelonai filantróp, a helyi közélet aktív személyisége.

## Élete
Családja a XVIII. században telepedett le Barcelonában, apja ács- építőmester volt. Rovira születési dátumát pontosan nem tudjuk, csak megkeresztelésének napja maradt fenn: 1816. május 27, ezt tartalmazzák az életrajzok, lexikonok.  A város művészeti- építészeti szabadiskoláján, az Escola de la Llotjában tanult, majd építészdiplomát szerzett 1842-ben a madridi Real Academia de Bellas Artes de San Fernando egyetemen.  Felesége Magdalena Rabassa i Barenys volt, két gyermeke közül az egyik, Antoni Rovira i Rabassa szintén építész lett.
Az 1830-as évektől részt vett Barcelona társadalmi életében, több egyesületnek is alapító tagja volt, melyek közül a legjelentősebb a város önkéntes tűzoltóságában való tevékenysége. Közreműködött a városi hivatásos tűzoltóság megalapításában, több cikket is közölt ebben a témában.
1867-től  már mint városi építész dolgozott. A várost a század közepéig fal vette körül és egy citadella is útját állta a fejlődésnek. A város fejlesztésére pályázatot írtak ki, melyen Rovira első díjat nyert, ám a kormányzattal folytatott vitákat követően mégis Ildefons Cerdà második helyezett tervét valósították meg. Míg Rovira ún. kör sugaras beépítést javasolt tervében, Cerdà a sakktáblaszerű elrendezést támogatta, s ez utóbbi alapján építették ki Barcelona új negyedét, a mai Eixamplet. A két terv közti különbséget Antonio Lopez de Aberasturi építész, Cerdà élettörténetéről szóló könyvében úgy foglalja össze: A két terv alapvető különbsége mégis a városról vallott koncepciójukban keresendő: Roviráé egy nagy városépítészeti műalkotás terve volt, míg Cerdáé megnyitotta az utat az urbanisztika előtt. Máig számos elmélet létezik a két tervről, azok gyengeségeiről és erősségeiről, a két koncepció közti különbség a várostervezés elméleti alapvetései közé tartozik.
1853-ban az ő tervei alapján építették a város korabeli rendezvényközpontjának épületét, a Teatro Circ Barcelonèst. Ez lovasbemutatók, színházi előadások, koncertek megrendezésére is alkalmas intézmény volt. Részt vett a Citadella lebontásának irányításában, 1864-re készült el a Campanar de Gràcia, vagyis a Gràcia harangtorony, nevéhez kötődik El Born piacainak kialakítása és életében még számos más kisebb, de mára jelentőssé vált díszítés és épület tervét készítette el. Munkái közé sorolják a tengerparti Barceloneta városrész kialakítását és a Fuente de las Tres Gracias szökőkút terveit.

## Emlékezete
Rovira munkássága feledésbe merült, magánéletéről pedig szinte semmilyen dokumentum nem maradt fenn. Számos épületét csak utólag, a XX. században azonosították és kötötték nevéhez, míg korábban neki tulajdonított elképzelésekről kiderült, hogy valójában más munkájáról van szó. A Gràcia kerületben azt a teret nevezték el róla (Plaça de Rovira i Trias), mely kialakításának terveit ő maga készítette el korábban, s ugyanitt található bonzszobra is. Az első életrajzi könyv, ami munkásságát számbavette, báűr 1956-ban íródott, de csak 2007-ben jelent meg.